# Killers (албум)
Killers је други студијски албум енглеског хеви метал састава Ајрон мејден, издат 1981. године. 
Ово је први албум састава на ком учествује гитариста Адријан Смит и последњи вокалисте Пол Ди'Ано, који је после напустио састав због проблема са алкохолом и наркотиком.
Албум је готово у целини написао Стив Харис.

## Списак песама издања за Уједињено Краљевство
1. (Харис) – 1:45
2. (Харис) – 2:54
3. (Харис) – 4:19
4. (Харис) – 3:22
5. (Харис) – 3:06
6. (Харис) – 3:53
7. (Ди'Ано, Харис) – 5:01
8. (Харис) – 6:11
9. (Харис) – 3:20
10. (Харис) – 4:48

## Списак песама издања за САД
1. (Харис) – 1:45
2. (Харис) – 2:54
3. (Харис) – 4:19
4. (Харис) – 3:22
5. (Харис) – 3:06
6. (Харис) – 3:53
7. (Ди'Ано, Харис) – 5:01
8. (Харис, Дејв Мари) – 2:34
9. (Харис) – 6:11
10. (Харис) – 3:20
11. (Харис) – 4:48